# Citadel (sèrie de televisió)
Citadel és una sèrie de televisió dramàtica de ciència-ficció estatunidenca creada per Josh Appelbaum i Bryan Oh per a Amazon Prime Video. Està protagonitzada per Richard Madden i Priyanka Chopra com els agents de Citadel Mason Kane i Nadia Sinh. Segons Amazon, "totes les sèries locals estan destinades a millorar tota l'experiència d'entreteniment i estaran disponibles perquè l'espectador se submergeixi a fons en un món imaginari en capes". Citadel és la segona sèrie més cara de tots els temps amb un pressupost de 250 milions de dòlars.
L'adaptació índia de la sèrie, protagonitzada per Varun Dhawan i Samantha Ruth Prabhu, està dirigida per Raj Nidimoru i Krishna DK i produïda per Amazon Studios. La sèrie italiana està coproduïda per Amazon Studios i Cattleya, part d'ITV Studios.
La sèrie de sis episodis es a estrenar el 28 d'abril de 2023 amb els seus dos primers episodis i amb els subtítols en català.

## Premissa
El programa es descriu com una "sèrie d'espionatge plena d'acció amb un centre emocional convincent" i "un esdeveniment global expansiu i innovador que inclou una sèrie de naus mare i diverses sèries de satèl·lits en llengua local". Inclou una sèrie derivada ambientada als Alps italians, a l'Índia, a Espanya i a Mèxic.

## Repartiment
- Richard Madden com a Mason Kane[12]
- Priyanka Chopra com Nadia Sinh[12]
- Stanley Tucci com a Bernard Orlick[12]
- Lesley Manville com a Dahlia Archer[12]
- Osy Ikhile com a Carter Spence[12]
- Ashleigh Cummings com a Abby Conroy[12]
- Roland Møller com a Anders Silje i Davik Silje[12]
- Caoilinn Springall com a Hendrix Conroy[12]